# 雷蒙环形山

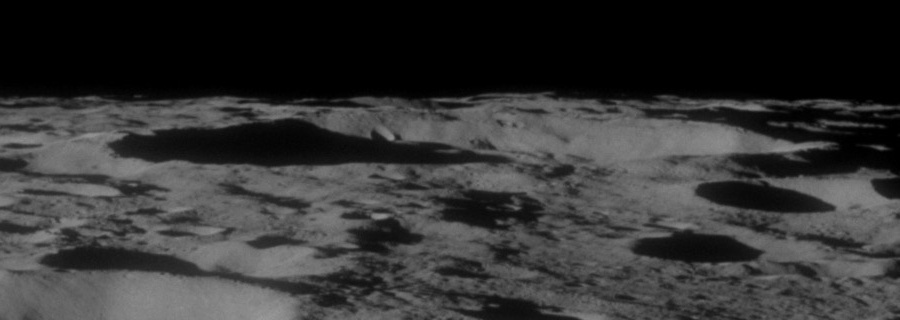
阿波罗11号所拍摄雷蒙环形山的高斜视图

雷蒙环形山(Raimond)是月球背面赤道区一座古老的大型撞击坑，约形成于酒海纪，其名称取自荷兰天文学家小让·雅克·雷蒙博士(Jean Jacques Raimond Jr.，1903年-1961年)，1970年被国际天文联合会批准接受。

## 描述
该陨坑西北毗邻麦克马思环形山；东北偏北靠近布列季欣环形山、米特拉环形山坐落在北面；东南偏东横亘着亨涅伊环形山和狄利克雷环形山、而列别金斯基环形山则位于它的西南。该环形山的中心月面坐标为14°47′N 159°38′W / 14.78°N 159.63°W，直径68.4公里，深度2.8公里。
雷蒙环形山外观呈多边形状，东西方向略长。外侧壁平缓，南北二侧下凹；内侧壁各处宽窄不匀，西南偏南侧最宽。坑壁平均高出周边地形1290米，内部容积约4400公里³。坑底表面平坦，分布有低矮的拱状丘陵；坑底北部坐落着一座醒目的碗状大陨坑；靠东侧则有一串短小的链坑。
该环形山四周显示有纵向的链坑和来自东北方杰克逊环形山的射纹束。
雷蒙环形山位于狄利克雷-杰克逊盆地中央附近。

## 卫星陨石坑

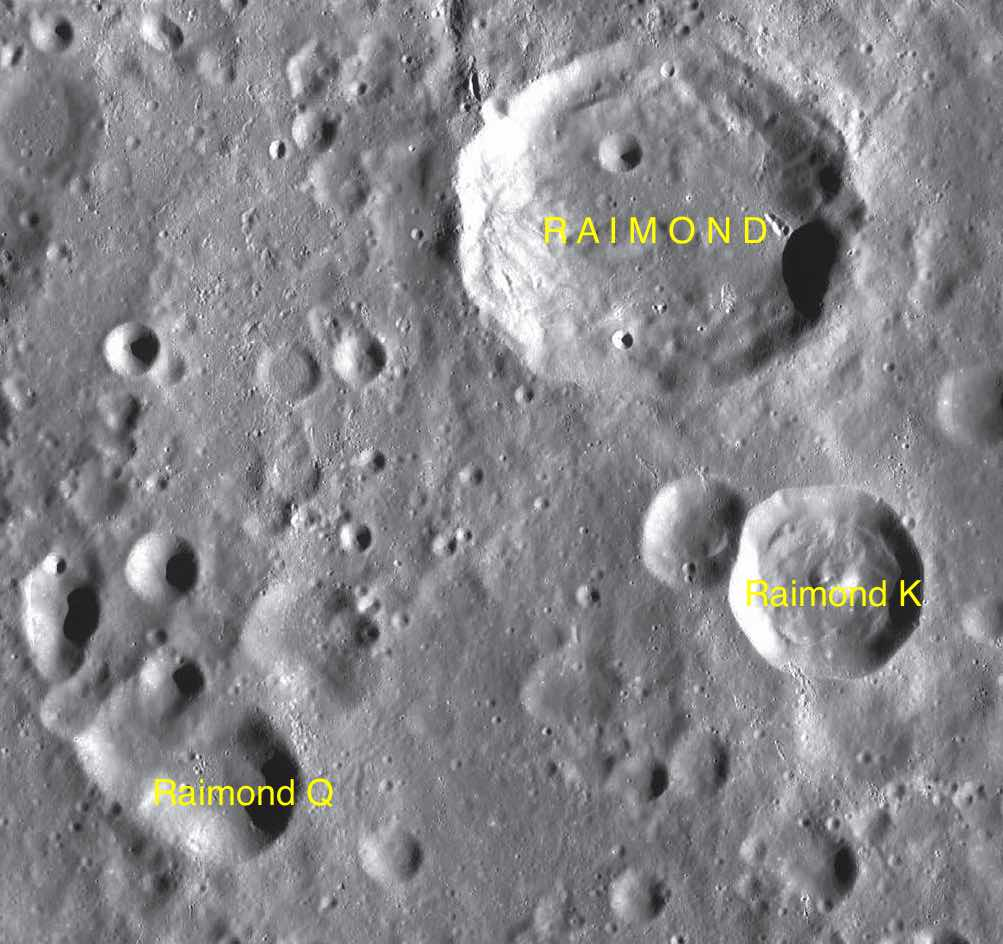
LAC-69 月图

按惯例，最靠近雷蒙环形山的卫星坑在月图上以字母标注在该坑中心点的旁边。
| 雷蒙 | 纬度    | 经度     | 直径    |
| ---- | ------- | -------- | ------- |
| K    | 13.3° N | 158.2° W | 34 公里 |
| Q    | 11.6° N | 161.7° W | 32 公里 |